# Little Dorrit
Little Dorrit (pt.: A Pequena Dorrit) é um romance de Charles Dickens lançado em série entre 1855 e 1857 e em livro em 1857. É um trabalho de sátira sobre as falhas do governo e da sociedade da época. Muita da ira de Dickens centra-se nas prisões civis, nas quais os devedores eram presos e impedidos de trabalhar até pagarem as suas dívidas. A prisão que serve de representação dessa realidade neste caso é a Marshlsea, local onde o pai de Charles Dickens esteve detido durante alguns anos. A maioria das restantes críticas de Dickens neste romance dizem respeito à rede de segurança social: a indústria e o tratamento e segurança dos seus trabalhadores; a burocracia do Tesouro Britânico e a separação das pessoas em consequência da interação entre classes sociais

## Personagens
- Mr. Merdle

## Adaptações
A obra foi adaptada para a tela cinco vezes. As primeiras três produções foram em 1913, 1920 e 1934. A adaptação alemã de 1934 foi estrelada por Anny Ondra como Little Dorrit e Mathias Wieman como Arthur Clennam. Foi dirigido porKarel Lamač.